# Teoria Pământului gol la interior
Teoria Pământului gol la interior  este o teorie prin care se presupune că Pământul nu este un corp sferic masiv, ci este gol la interior. Suprafața interioară ar avea oceane, lanțuri muntoase, nori, iar în centru se află un soare în miniatură. Interiorul pământului ar trebui să fie accesibil prin diferite locuri, cum ar fi peșteri, tunele, sau deschideri mari în zona polilor. Unii adepți ai acestei teorii spun chiar că toate corpurile din Univers au în centru o gaură neagră.

### Diverse ipoteze
Există mai multe modele diferite ale teorieiPământului gol la interior și care au fost promovate de diverse grupuri de susținători. Aceste teorii sunt aproape întotdeauna asociate cu ideea că Pământul are o suprafață interioară locuibilă de civilizații subterane foarte evoluate, intraterestre.

#### În antichitate
În antichitate, existența unui ținut subteran în interiorul Pământului a apărut în mitologie, folclor și legende. Ideea tărâmurilor subterane se împletea cu conceptul de locuri de origine sau de viață după moarte, cum ar fi Hades din mitologia greacă, Svartálfheim din Scandinavia, Iadul creștin, Sheolul evreiesc (cu detalii care descriu Pământul interior în literatura kabbalistică, (Zohar și Hesed). Ideea unui tărâm subteran este menționată și în credința budismului tibetan, conform căreia ar exista un oraș antic numit Shambala, situat în interiorul Pământului. 
Potrivit vechilor greci, în subteran existau caverne cu diverse intrări ce duceau spre lumea interioară, dintre care unele erau cavernele de la Tainaron din Laconia, Trozien în Argolida, Ephya din Thesprotia, Heraclea Pontica și de la Ermioni. 

În legendele tracice și dacice, se spune că există camere subterane ocupate de Zalmoxis, , iar în religia mesopotamică există o poveste despre un bărbat care, după ce călătorea prin întunericul unui tunel din muntele Mashu, a intrat într-o grădină subterană.
Pe teritoriul ocupat de actualul podiș Gobi, se spune că în urma unui cataclism planetar, ultimii reprezentanți ai unei civilizatii avansate, s-au refugiat într-un imens sistem de caverne săpat în profunzimile lanțului  himalayan. Acolo, ei s-au separat în două grupuri, fiecare stabilindu-și un centru material și spiritual propriu: în Agartha se află Cetatea Binelui, a contemplării și neamestecului în evoluția lumii de la suprafață, iar în Shambhala, Cetatea Puterii. 
În mitologia hindusă, lumea subterană este numită Patala. În perioada Ramayana, a fost descris modul în care Rama și Lakshmana au fost luați de regele lumii subpământene Ahiravan, frate al regelui demon Ravana. Mai târziu, ei au fost salvați de Hanuman. Triburile Angami Naga din India, susțin că strămoșii lor au apărut în timpuri străvechi dintr-un teritoriu subteran din interiorul Pământului. 

Grupul etnic Taino din Cuba, crede că strămoșii lor au apărut în cele mai vechi timpuri din două peșteri într-un munte subteran. 
Cronicile chineze descriu misiuni ale unor ambasadori trimiși de împărați ai Imperiului celest la spiritele munților. Conform acestora, teritoriul lor ar coincide cu zonele Kanjur și Tanjur indicate pe hărțile tibetane, pentru un regat subteran denumit de acestea Shambala, iar spațiile aflate în acea regiune la mare adâncime sub scoarța terestră, ar fi populate de urmașii supraviețuitorilor celor două continente scufundate cândva în Atlantic și Pacific, Atlantida și Mu. 

#### Secolele XVII-XIX

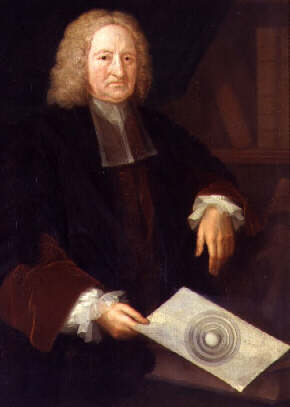
Edmund Halley cu o schiță a Pământului gol

În anul 1628, Edmund Halley a propus că materia feroasă care constituie polul magnetic al Pământului se poate deplasa pentru că ea nu este atașată la suprafața Pământului, dar în schimb ea este încorporată într-o sferă interioară ce plutește liber în interiorul sferei pe care trăim. Halley a spus că Pământul are o crustă exterioară de 800 km grosime și un interior gol conținând 3 sfere mai mici, una în cealaltă, de dimensiuni aproximativ egale cu Venus, Marte și Mercur, fiecare sferă fiind separată de următoarea prin 800 km de atmosferă. Sferele interioare ar putea fi locuite și lumina s-ar putea produce în mai multe feluri: atmosfera ar putea fi luminoasă sau fețele interioare ale sferelor ar putea emite lumina, ori ar putea fi niște sori mici în interioarul Pământului. El a sugerat că aurora polară ar putea fi cauzată de gazele luminoase ce emană dintr-o deschidere polară. In opinia lui, aurora boreală era cauzată de gazul care scapă din interior prin crusta subțire. 
Halley si-a prezentat teoria în cadrul Royal Society în 1692; ea a atras foarte multă atenție și a fost republicată de mai multe ori cu toate că nu mulți oameni de știință au luat-o în serios.
În secolul al XVIII-lea, teoria lui Halley a fost adoptată de doi faimoși matematicieni, Leonhard Euler și John Leslie. În anul 1767 Euler a postulat ideea că un nucleu fierbinte cu un diametru de circa o mie de kilometri încălzea și lumina Pământul, unde se dezvolta o civilizație avansată. Leslie credea că există două sfere concentrice în interiorul Pământului, fiecare având un soare propriu, pe care el le-a numit Pluto și Proserpina, după zeul grec al lumii subpământene și soția acestuia. Romanul lui Jules Verne, Călătorie către centrul Pământului, a fost parțial inspirată de ideea lui John Leslie. 
Printre cei mai entuziaști susținători ai Teoriei Pământului gol, a fost și americanul John Cleves Symmes. În 1818 a publicat propria versiune a Teoriei Pământului gol, conținând  patru sfere concentrice cu spații între ele și locuibile atât pe suprafața lor concavă cât și pe cea convexă. El susținea că toate corpurile cerești ar avea structuri similare. A estimat mantaua exterioară a Pământului la 1600 km grosime. 
Teoria Pământului gol în interior a fost alimentată și de  romanul, Rasa care va veni, al scriitorului englez Edward Bulwer-Lytton din anul 1867, în care este vorba despre oameni ale căror puteri psihice erau mult mai mari decât ale noastre. Locuiau în caverne, în interiorul Pământului, dar aveau să iasă de acolo în foarte scurt timp, ca să domine Pământul. Conținutul cărții va sta la baza întemeierii unei comunități secrete numite ,,Societatea Vrilului” sau ,,Loja Luminoasă”. 

Un alt vizionar care împărtășea aceeași idee, Cyrus Teed susținea în 1897: Noi de fapt trăim în interiorul Pământului, sub suprafața interioară a crustei. În interiorul golului sunt Soarele, Luna, stelele, planetele și cometele. 

#### Secolele XX-XXI
Marshall B. Gardner publica în 1920 o carte intitulată "A Journey to the Earth's Interior Or Have the Poles Really Been Discovered?"  în cadrul căreia împinge această credință la extreme: „Eu am descoperit că teoriile anterioare sunt cumva pe direcția bună dar, ca o adăugire, eu cred că interiorul Pământului este iluminat de un soare care are aproximativ 600 de mile în diametru, iar găurile de la poli au cu siguranță mai mult de 1000 de mile în diametru”. 
În 1925, o echipă de specialiști ruși condusă de fostul agent special Yakov Blumkin, ar fi fost trimisă în Tibet pentru a căuta răspunsul mai multor întrebări cu privire la originea omului și misterele care se ascund în interiorul Terrei. Informațiile culese ar fi fost adunate într-un raport care îi poartă numele. Deoarece Blumkin le-ar fi oferit naziștilor aceste informații, a fost executat în 1929. În acest fel, naziștii au putut ajunge în Tibet și, conform unor teorii paranoide ale conspirației, ar fi descoperit numeroase secrete ale zeilor referitoare la puritatea raselor sau la teoria pământului gol.
Germania nazistă a trimis în Antarctica în 1938 o expediție formată din peste 1000 de persoane, la bordul navei Schwabenland, pentru a descoperi o presupusă  intrare spre interiorul Pământului. Aceasta nu a fost găsită, dar cu toate acestea există numeroase speculații ale teoreticienilor conspirației care indică faptul că naziștii ar fi intrat în posesia a numeroase informații cu privire la Agartha și la supercivilizația acesteia. Conform acestei teorii a conspirației, liderii germani ar fi intenționat să-i convingă pe acești super-oameni să vină la suprafață și să lupte pentru trupele Germaniei naziste sau, cel puțin, să le dea naziștilor tehnica de luptă a viitorului. 
Cele mai recente expediții care au mers până dincolo de polii magnetici și care au fost date publicității, au fost conduse de amiralul Richard E. Byrd,  în 1946-1947 (Operațiunea Highjump) și 1955-1956 (Operațiunea Deep Freeze).
Operațiunea Highjump este, de asemenea, asociată cu teoria pământului gol, ipoteza intraterestră și OZN-urile. Unele dintre aceste teorii ale conspirației sugerează că scopul expediției nu a fost unul științific, ci militar. Aceasta se bazează pe faptul că mai mult de jumătate dintre navele care au participat la operațiune au fost parte a US Navy și că regiunea în care a avut loc misiunea ar fi fost revendicată anterior de către Germania nazistă la 19 ianuarie 1939 în urma unei expediții germane.
În jurnalul de bord și înregistrările radio de comunicare cu echipa sa, amiralul Byrd ar fi declarat conform scufiilor de staniol că în 1947 a ajuns într-o altă lume, aflată dincolo de polul nord geografic unde a văzut lacuri, munți și păduri, iar pe 13 martie 1956, Byrd declara public că  „această expediție a descoperit un nou tărâm. Oamenii care locuiesc aici comunică prin telepatie. De fapt, ei nu trăiesc la suprafață. Sub pământ, la câteva mile adâncime, există un oraș foarte mare, cu milioane de locuitori, care se numește Agartha”, ar fi scris Byrd în jurnalul său secret.

## Contraargumente
Există numeroase dovezi științifice care arată de ce nu poate fi Pământul gol în interior. 
Într-un articol al publicației The New Scientist, oamenii de știință au fost invitați să își ofere opiniile de experți asupra acestei teorii. Datele științifice obținute independent în geofizică, topografie, astronomie, chimie, resping  aceste ipoteze, iar majoritatea comunității științifice le consideră ca fiind teorii pseudoștiințifice.

### Gravitația
Un Pӑmânt gol nu ar avea suficientă masă pentru a susține existența atmosferei prin forța gravitației, iar apa de la suprafață s-ar evapora.  În lipsa unei atmosfere, radiațiile din spațiu nu ar mai întâmpina nicio barieră, iar viața pe Pământ nu s-ar fi dezvoltat.

### Densitatea
Pe baza mărimii Pământului și a forței de gravitație de pe suprafața sa, densitatea medie a planetei este de 5.515,3 kg/m3, iar densitățile rocilor de suprafață sunt jumătate din această valoare (aproximativ 2.750 kg/m3). Dacă o parte semnificativă a Pământului ar fi goală, densitatea medie ar fi mult mai scăzută decât cea a rocilor de suprafață.

### Undele seismice
Analiza undelor seismice oferă indicii asupra structurii interne a Pământului. Timpul necesar undelor seismice pentru a fi detectate în diverse puncte de pe Glob, corelatӑ cu prezența zonelor de umbrӑ unde pӑtrund foarte puține unde sau deloc, susține ideea că Pӑmântul are o structurӑ stratificatӑ și un miez în mare parte lichid. Deoarece refracția se produce la trecerea undei prin planuri de separație a douӑ medii cu densitӑți diferite, rezultӑ că interiorul Terrei este compus din învelișuri cu densitӑți diferite, ce se îmbracă una pe cealaltӑ.

### Tectonica globală
Tectonica globalӑ spune că plӑcile litosferice “plutesc” pe manta (mai exact pe astenosferӑ). Aceasta se aflӑ într-o stare de tranziție între fluid și solid, stare denumitӑ de geologi solidus. În cadrul ei, materia nu este statică, ci curge foarte greu, sub forma celulelor de convecție (materialul cald din adâncul astenosferei urcă spre suprafațӑ, se rӑcește, apoi coboarӑ și ciclul se repetӑ). Ramurile orizontale ale acestor celule, situate chiar sub litosferӑ, pun în mișcare plӑcile de deasupra. În plus, celulele de convecție din astenosferӑ presupun creșterea temperaturii odatӑ cu adâncimea.

### Vulcanism
Dacă Pământul ar fi gol, nu ar exista vulcani, activitate vulcanică și nici lavă. În cazul existenței doar a “peretelui planetar” temperatura ar crește cu adâncimea până aproximativ la jumӑtatea acestuia după care ar scădea din nou. Situația ar fi prea fragilӑ pentru generarea fenomenelor magmatice și vulcanice, și nu ar explica de unde ar proveni căldura necesară topirii rocilor pentru a le transforma în magme. De asemenea, vulcanismul reprezintӑ o dovadӑ a derivei plӑcilor.

### Izostazia și formele de relief
Se cunoaște faptul că relieful evolueazӑ: munții se formeazӑ, se ridică, sunt erodați și dispar; bazinele oceanice se extind sau se restrâng.  De asemenea, forma bazinelor oceanice evolueazӑ mult mai repede decât cea a continentelor. 

Oamenii de științӑ au demonstrat că scoarța este mai groasӑ sub continente și mai subțire sub oceane. Dacă regiunile cu munti și platouri înalte se ridică mult în altitudine deasupra fundului bazinului oceanic, ele trebuie sӑ aibӑ și rӑdӑcini adânci (mai adânci chiar decât baza scoarței oceanice). Aceasta deoarece ele “plutesc” pe astenosferӑ și asemenea unor bucăți de gheațӑ de mӑrimi diferite, ce plutesc pe apӑ, cele mai voluminoase (care se ridică și cel mai sus) vor pӑtrunde cel mai mult în adâncime. Acesta este principiul izostaziei.

### Electromagnetismul terestru
Electromagnetismul terestru este explicat tocmai de existența unui nucleu intern solid și a unuia extern lichid cu celule de curenți de convecție punând în mișcare substanța, ce funcționeazӑ ca un uriaș electromagnet. Un Pӑmânt gol nu ar avea câmp magnetic.

## Teoria Pământului gol în ficțiune
Ideea de pământ gol a fost folosită de multe ori în ficțiunea artistică.

### În literatură
- Dante Alighieri: Divina Comedie, poemul Inferno
- Edgar Allan Poe: Aventurile lui Arthur Gordon Pym, 1837
- Jules Verne: O călătorie spre centrul Pământului, 1864
- Edward Bulwer-Lytton: Rasa care va veni, 1871
- Willis George Emerson: The Smoky God, 1908
- Edgar Rice Burrough:  At the Earth's Core, 1914
- Vladimir Obruchev: Țara lui Sannikov, Editura Tineretului, 1955
- Vladimir Obruchev: Plutonia, Editura Tineretului, 1956
- Raymond Bernard: The Hollow Earth: The Greatest Discovery în History (Pământul gol: Cea mai mare descoperire din istorie), 1964
- Radu Cinamar: În interiorul Pământului. Al doilea tunel, 2017.

### În filme
- Unknown World, 1951
- Journey to the Center of the Earth, 1959, 2008
- At the Earth's Core, 1976
- Nazis at the Center of the Earth, 2012
- Hollow Earth films  Listă de filme despre Pământul gol la interior la IMDB.